# Gallus (geslacht)
Gallus of Kamhoenders is een geslacht van vogels uit de familie fazantachtigen (Phasianidae). De Kamhoenders zijn oerkippen, de voorlopers van de huidige kippensoorten.

## Soorten
Het geslacht kent de volgende soorten:
- Gallus gallus – Bankivahoen
  - Gallus gallus domesticus – Kip
- Gallus lafayettii – Ceylonhoen
- Gallus sonneratii – Sonnerathoen
- Gallus varius – Vorkstaarthoen

In de prehistorie waren er over geheel Eurazië vogels uit het geslacht Gallus te vinden. Een aantal soorten is uitgestorven:
- Gallus beremendensis (Laat Plioceen/vroeg Pleistoceen in Oost-Europa)
- Gallus europaeus (Midden Pleistoceen in Italië)
- Gallus giganteus
- Gallus karabachensis (vroeg Pleistoceen in Nagorno-Karabach)
- Gallus moldavicus (Laat Plioceen in Moldavië)